# La Rosière de Pessac

La Rosière de Pessac est un film documentaire de Jean Eustache réalisé en 1968 et sorti en 1969. Une deuxième version de ce documentaire, La Rosière de Pessac 79, a été réalisée dix ans après par le même réalisateur.

## Synopsis
Ce documentaire (ainsi que son remake en 1979) couvre une cérémonie qui se déroule à Pessac, la ville natale du réalisateur ; il s'agit de l'élection de la « Rosière »,  jeune fille vertueuse et méritante. Cette cérémonie existe depuis 1896.

## Fiche technique
- Réalisation : Jean Eustache
- Société de production : Moullet et cie[3]
- Société de distribution : Galba[4]
- Lieu de tournage : Pessac
- Format : noir et blanc - 16 mm
- Durée : 65 minutes
- Date de sortie : 23 juillet 1969[5]

## Commentaires
En 1979, onze ans après la première version, Jean Eustache réalise une deuxième version de son documentaire, sous le titre identique La Rosière de Pessac,. Cette version débute par : « Pour Douchka Arbatchewsky ».

## Critiques
« La Rosière de Pessac était le premier documentaire d’Eustache, et son film le plus long. Le film surprend à l’époque par la sobriété de la démarche : pas de commentaire, pas de point de vue explicite, mais une volonté de montrer le réel. »

— Hommages et Rétrospectives Jean Eustache, Festival d’Angers Premiers plans, 1998.

« Militant à sa façon, Eustache signe avec La Rosière de Pessac un manifeste, un manifeste de cinéma, seule forme d’engagement possible à ses yeux : tourné en temps réel, avec pour seul objectif de rendre compte le plus fidèlement possible d’un événement, son film se fait à nouveau l’écho impalpable d’un monde en mouvement, à l’écart des discours et des conflits idéologiques. »

— Télérama n°2516, 1er avril 1998, p. 33.